# ウィリアム・ブラッドフォード (1729-1808)

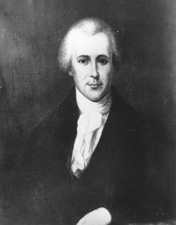
ウィリアム・ブラッドフォード

ウィリアム・ブラッドフォード（William Bradford, 1729年11月4日 - 1808年7月6日）は、アメリカ合衆国の医師、弁護士、政治家。1775年から1778年までロードアイランド植民地副総督を、1793年から1797年までロードアイランド州選出のアメリカ合衆国上院議員を務めた。

## 生涯
1729年、ブラッドフォードはマサチューセッツ植民地のプリンプトンで生まれた。ブラッドフォードは同州ヒンガムで医学を学び、ロードアイランド植民地のウォーレンで開業医となった。
1761年、ロードアイランド植民地のブリストルに移ったブラッドフォードは、植民地議会の代表に選出された。その後ブラッドフォードは法律について学び、1767年に弁護士として認可を受け、ブリストルで弁護士業を開業した。ブラッドフォードは1775年から1778年までロードアイランド植民地副総督を務めた。ブラッドフォードは1776年に大陸会議の代表として選任されたが、実際に出席することはなかった。
ブラッドフォードは1773年から1776年までブリストル郡の安全委員会で委員を務め、また同時期にロードアイランド植民地の連絡委員会でも委員を務めた。1775年10月7日にイギリス海軍の艦隊がブリストルを砲撃したとき、ブラッドフォードの自宅は破壊された。ブラッドフォードはその後、停戦を協定するためにイギリス海軍の艦船に乗船した。
アメリカが独立を果たし合衆国憲法が制定された後、ブラッドフォードは連邦議会の上院議員に選出された。ブラッドフォードは1793年3月4日に就任し、1797年10月に辞職した。ブラッドフォードは1797年7月6日に上院仮議長となった。議員辞職後、ブラッドフォードはブリストルの自宅へ戻り、1808年にそこで死去した。ブラッドフォードの遺体はブリストル東墓地に埋葬され、その後ジュニパーヒル墓地に移葬された。